# 朴勇志
朴 勇志（パク ヨンジ、박 용지、2002年4月1日 - ）は、大阪府出身のプロサッカー選手。JFL・ラインメール青森FC所属。ポジションはミッドフィルダー(MF)。在日朝鮮人である。

## 来歴
2024年に朝鮮大学校から栃木SCに加入した。
2024年3月13日、JリーグYBCルヴァンカップ1回戦のいわてグルージャ盛岡戦で公式戦デビュー。4月21日のJ2第11節の鹿児島ユナイテッドFC戦でリーグ戦デビューを果たした。
2025年、ラインメール青森FCに期限付き移籍。

## 所属クラブ
- 生野朝鮮初級学校[2]
- 東大阪朝鮮中級学校[2]
- 大阪朝鮮高級学校[2]
- 朝鮮大学校
- 2024年 -  栃木SC
  - 2025年 -   ラインメール青森FC（期限付き移籍）

## 個人成績
| 国内大会個人成績 | 国内大会個人成績 | 国内大会個人成績 | 国内大会個人成績 | 国内大会個人成績 | 国内大会個人成績 | 国内大会個人成績 | 国内大会個人成績 | 国内大会個人成績 | 国内大会個人成績 | 国内大会個人成績 | 国内大会個人成績 |
| 年度             | クラブ           | 背番号           | リーグ           | リーグ戦         | リーグ戦         | リーグ杯         | リーグ杯         | オープン杯       | オープン杯       | 期間通算         | 期間通算         |
| 年度             | クラブ           | 背番号           | リーグ           | 出場             | 得点             | 出場             | 得点             | 出場             | 得点             | 出場             | 得点             |
| 日本             | 日本             | 日本             | 日本             | リーグ戦         | リーグ戦         | リーグ杯         | リーグ杯         | 天皇杯           | 天皇杯           | 期間通算         | 期間通算         |
| ---------------- | ---------------- | ---------------- | ---------------- | ---------------- | ---------------- | ---------------- | ---------------- | ---------------- | ---------------- | ---------------- | ---------------- |
| 2024             | 栃木             | 41               | J2               | 3                | 0                | 1                | 0                | 1                | 0                | 5                | 0                |
| 2025             | 青森             | 22               | JFL              |                  |                  | -                | -                |                  |                  |                  |                  |
| 通算             | 日本             | 日本             | J2               | 3                | 0                | 1                | 0                | 1                | 0                | 5                | 0                |
| 通算             | 日本             | 日本             | JFL              |                  |                  | -                | -                |                  |                  |                  |                  |
| 総通算           | 総通算           | 総通算           | 総通算           | 3                | 0                | 1                | 0                | 1                | 0                | 5                | 0                |

出場歴
- Jリーグ初出場：2024年4月21日 J2第11節 鹿児島ユナイテッドFC戦（白波スタジアム）

## 代表歴
- 2012年：U-12在日朝鮮初級部全国選抜[2]
- 2016年：  U-16朝鮮代表候補[2]
- 2018年：  U-18朝鮮代表候補[2]